# 纳乌什基
纳乌什基（俄语：На́ушки）是俄罗斯布里亞特共和國恰克圖區的一个市级镇，位于俄蒙国界铁路的国境站，与蒙方的蘇赫巴托爾站相对。距离恰克图30km。 
北京-乌兰巴托-莫斯科的K3/K4次国际列车在此停车办理出入境事务。